# رهگذر نیمه‌شب
فیلم مستند رهگذر نیمه شب (به انگلیسی: Midnight Traveler) روایت عینی یک فیلمساز افغانستان از مهاجرت خودش، همسر و دو کودک شان از افغانستان به اروپا است. سفری که ۵۹۴ روز طول کشیده و از مسیر ایران، ترکیه، یونان، بلغارستان، صربستان و مجارستان عبور کرده‌اند. این مستند با سه موبایل دستی که خانواده با خود به همراه داشته تصویربرداری شده است.

## حضور در جشنواره‌ها
این فیلم تاکنون در جشنواره‌های برلین، جشنواره فیلم ایدفا، جشنواره فیلم ساندنس، جشنواره فیلم سان فرانسیسکو، جشنواره فیلم برگن نروژ، جشنواره فیلم استکهلم، جشنواره فیلم یاماگاتا و چندین جشنواره دیگر به نمایش درآمده است.

## جوایز
این فیلم سال ۲۰۱۹ جایزه ویژه هیئت داوران را از جشنواره ساندنس آمریکا دریافت کرد و در بخش مخاطب پانورامای جشنواره برلین تقدیر شد.